# Finta ilegal

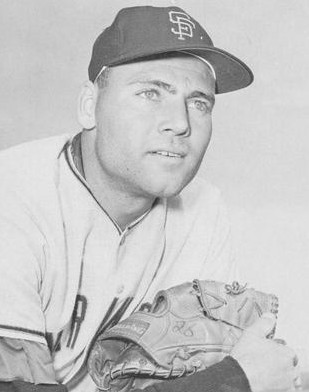
Bob Shaw detém o recorde da liga principal de mais fintas ilegais em um único jogo: cinco.

No beisebol, um arremessador pode cometer uma série de movimentos ou ações ilegais que constituem uma finta ilegal (balk). Em geral, essa violação acontece quando um arremessador finge arremessar enquanto ele não tem intenção de fazê-lo. Em jogos disputados sob as Regras Oficiais de Beisebol, um balk resulta em bola morta ou bola morta atrasada. Em certas outras circunstâncias, um impedimento pode ser total ou parcialmente desconsiderado. Sob outros conjuntos de regras, especialmente nos Estados Unidos, de acordo com as regras da Federação Nacional de Basebol das Escolas de Segundo Grau, um empecilho resulta em uma bola morta imediata. No caso de empate, o arremesso é geralmente (porém nem sempre) anulado e cada corredor recebe uma base e o rebatedor, geralmente, permanece no bastão e com a contagem anterior. A regra de impedimento na Major League Baseball foi introduzida em 1898.

## Ações de finta ilegal
Um arremessador é restrito a um determinado conjunto de movimentos e a uma das duas posições básicas de arremesso antes e durante um arremesso. Se essas regras forem violadas com um ou mais corredores em base, um árbitro poderá chamar de impedimento. O batedor em home plate não causa um balk. 
Com um corredor na base e o arremessador, sobre ou montado na rubber (com uma perna de cada lado), de acordo com as Regras Oficiais de Beisebol, é um balk quando o arremessador: 
- Alterna sua posição de arremesso de windup para a posição definida (ou vice-versa) sem pisar fora do rubber adequadamente;
- Enquanto está no rubber, faz um movimento associado ao seu arremeso e não o completa;
- Ao arremessar da posição definida, falha em fazer uma parada completa com as mãos juntas antes de começar a arremessar;
- Arremessa do montinho para a base sem avançar sua direção (ganhando distância na direção desta base);
- Arremessa ou finge um arremesso do rubber para uma base desocupada, a menos que a jogada seja iminente;
- Pisa pra fora do rubber ou finge arremessar para a primeira base sem completar o arremesso;
- Proporciona um retorno rápido, um arremesso lançado logo após o recebimento da bola, com a intenção de pegar o rebatedor desprevenido;
- Deixa a bola cair no rubber, mesmo que por acidente e caso a bola não cruze a linha de falta posteriormente;
- Quando cometendo um walk intencional,arremessa enquanto o apanhador está fora de sua caixa com um ou ambos os pés;
- Há o propósito de causar um atraso desnecessário no jogo;
- Arremessa enquanto está voltado para longe da batida;
- Depois de juntar as mãos no rubber, as separa, exceto fazendo um arremesso ou jogando a bola;
- Fica sobre o rubber sem a bola ou finge um arremesso sem a bola;
- Tenta arremessar para um defensor em um ponto que não seja diretamente na base;
- Proporciona um arremesso durante uma jogada de aperto ou roubo de home, caso o apanhador ou outro jogador pisar ou em frente ao home plate em casa sem a posse da bola, ou tocar no batedor ou no taco. Então, a bola está morta, o batedor recebe a primeira base e o arremessador ganha a bola e as pontuações da corrida.

As regras de balk em outros conjuntos de regras variam. 
Atos como cuspir na bola, desfigurar ou alterar a bola, esfregar a bola na roupa ou no corpo ou aplicar uma substância estranha à bola não são empecilhos; no entanto, isso resultará na expulsão do arremessador do jogo, se for pego. 

## Esclarecimentos
Foi permitido que um arremessador finte em direção à terceira ou segunda base e, em seguida, vire e jogue ou finta até a primeira base, se o pé pivô desengatar o rubber após a finta inicial. Isso é chamado de "falso para o terceiro, jogue para o primeiro". No entanto, a Major League Baseball classificou isso como um início imperfeito na temporada de 2013.
Se nenhum corredor estiver na base e o arremessador cometer uma ação que seria impedida, geralmente não há penalidade. No entanto, entregar um retorno rápido ou arremessar enquanto estiver fora da borracha (que constitui um empecilho quando os corredores estão na base) resulta em uma bola sendo lançada com as bases vazias. Se o arremessador cometer um ato confuso para o batedor com ninguém por perto, ou se interromper sua entrega ou violar quando o batedor sai ou age de maneira confusa, o tempo é encerrado e a jogada é reiniciada sem penalidade, independentemente de os corredores estarem ou não base. Se um arremessador cometer repetidamente ações ilegais sem os corredores na base, ele poderá ser expulso por persistentemente violar as regras. 
Se, durante uma tentativa de executar o "truque da bola escondida" (onde a equipe defensiva engana o(s) corredor (es) sobre onde está a bola enquanto a jogada acontece), o arremessador permanece no rubber antes do defensor revelar a bola e aplicando a etiqueta, o corredor não está de fora. Em vez disso, é um empecilho, com todos os corredores da base recebendo sua próxima base. 

## Equívocos comuns
"Finta illegal do receptor", apesar de não ser um termo nas regras oficiais, às vezes é usado numa situação em que quando o apanhador não está completamente dentro da caixa do receptor, arremessa a bola em sua entrega durante uma walk intencional. O balk é do arremessador, porque esse arremesso é definido como uma ação ilegal.
Um arremessador não é obrigado a pisar no rubber antes de jogar em uma base ocupada em uma tentativa de retirada. Com o pé no rubber, na posição de enrolamento ou na posição de "arremesso", o arremessador pode 
- Levar a bola para o batedor;

- Arremessar para uma base para uma partida;

- Ou pisar fora do rubber.[5]

As regras da Major League BaseballMLB declaram que: "Os lançadores devem receber sinais do apanhador enquanto estiverem em contato com a base do arremesador" (o rubber). Porém as regras não descrevem a infração como uma finta ilegal. 

## Recordes de finta ilegal da Major League Baseball
Steve Carlton teve 90 balks durante sua carreira na liga principal.
O recorde da liga principal em uma única temporada é detido por Dave Stewart, que fez 16 balks em 1988 enquanto arremessava para o Oakland Athletics. 
O recorde da liga principal para o maior número de balks em um jogo é de Bob Shaw, que teve cinco em um jogo de 4 de maio de 1963, enquanto jogava pelo Milwaukee Braves contra o Chicago Cubs. Quatro das cinco vieram quando o Billy Williams dos Cubs estava na base: um no primeiro turno, depois mais três no terceiro turno. No último quadro, Shaw acompanhou Williams e depois passou para impedi-lo de ficar em segundo, terceiro e em casa.  As fintas ilegais de Shaw foram responsabilizadas pela sua dificuldade em se ajustar a um novo ponto de ênfase nas regras: os árbitros eram instruídos a aplicar estritamente a seção da regra das fintas ilegais que exigia que o arremessador, ao passar do alongamento para a posição definida, chegasse a uma parada completa com as mãos juntas por um segundo inteiro antes de lançar. A regra havia sido praticamente ignorada antes. 
O jogador de hóquei Charlie Hough já foi chamado para nove balks em um único jogo de exibição da liga principal que ocorreram em março de 1988. Hough foi convocado por sete balks em um único turno do jogo, então os árbitros decidiram "reforçar uma posição completa" para a próxima temporada. 

## Fintas ilegais notáveis
Durante a World Series de 1947 (New York Yankees vs. Joe Dodgers, do Brooklyn) Joe Page derrubou a bola tentando chutar Jackie Robinson na primeira base; depois de pelo menos uma outra tentativa, ele largou a bola e o árbitro Babe Pinelli acenou para Robinson chegar à segunda base. 
Uma famosa finta ilegal veio no primeiro All-Star Game de 1961, quando ventos fortes no Candlestick Park fizeram o arremessador Stu Miller balançar erraticamente e fazer uma finta ilegal. Essa história é muitas vezes exagerada quando recontada, algumas tendo Miller sendo soprado pelo vento do campo de jogo. 
O Los Angeles Dodgers derrotou o Texas Rangers em 18 de junho de 2015, quando o arremessador secundário Keone Kela cometeu um uma finta ilegal na parte inferior do nono turno de um jogo empatado, com Dodger Enrique Hernández na terceira base. Houve pelo menos 21 tais walk-off balks (ou "Balk-offs") na história da liga principal desde 1914.
Em 14 de junho de 2019, o fechador do Dodgers Kenley Jansen intencionalmente fez uma finta ilegal durante um jogo com o Chicago Cubs. Com os Dodgers liderando, 5 a 3 e duas eliminações no topo do nono turno, Jason Heyward, do Cubs, estava na segunda base. Intrigado com o fato de um corredor da segunda base poder roubar sinais, Jansen fez a finta ilegal de propósito, avançando o corredor para a terceira base. Jansen, em seguida, derrotou o batedor Víctor Caratini na ultima eliminação do jogo. 